# EMD SW1504

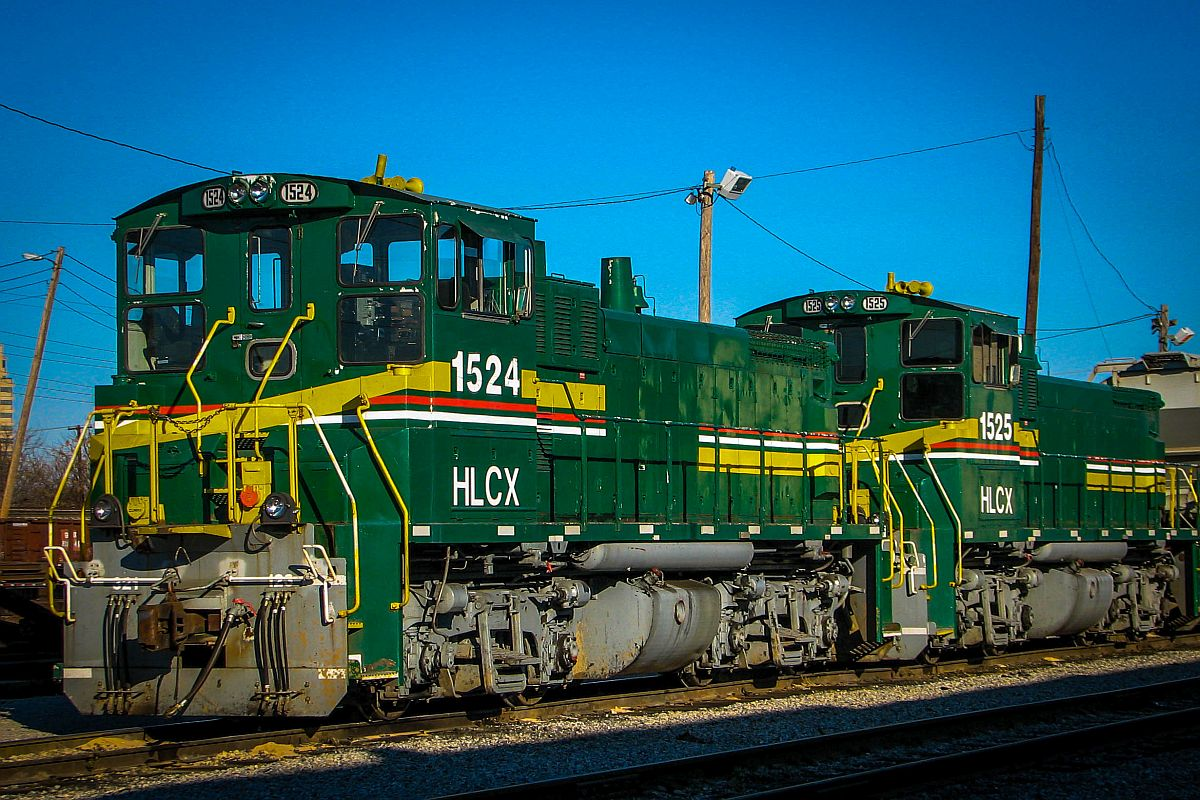
Locomotora HLCX 1524

La EMD SW1504 es una locomotora diésel-eléctrica de 1,5 HP (1 kW) construida por la División Electro-Motive (EMD) de General Motors. Este tipo de locomotora se vendió únicamente en México a Ferrocarriles Nacionales de México (FNM); se construyeron 60 unidades entre mayo y agosto de 1973. Con la privatización de FNM, las locomotoras pasaron a una variedad de operadores de ferrocarriles sucesores en México, y algunas se vendieron a compañías de arrendamiento en Estados Unidos.
La SW1504 es fundamentalmente una SW1500 montada en un bogie Blomberg EMD, en lugar de bogies Flexicoil o cualquier otro bogie disponible para la SW1500. El bogie Blomberg, usado universalmente en las unidades de cuatro ejes más grandes de la EMD, eran más grandes que el bogie Flexicoil, y requerían un aumento de 2 pies (610 mm) en su longitud total. Estas locomotoras eran en muchos aspectos un diseño transitorio entre la SW1500 y la más reciente MP15DC de la EMD.